# Le Baiser (film, 1896)
Pour les articles homonymes, voir Le Baiser et The Kiss.
Pour plus de détails, voir Fiche technique et Distribution.

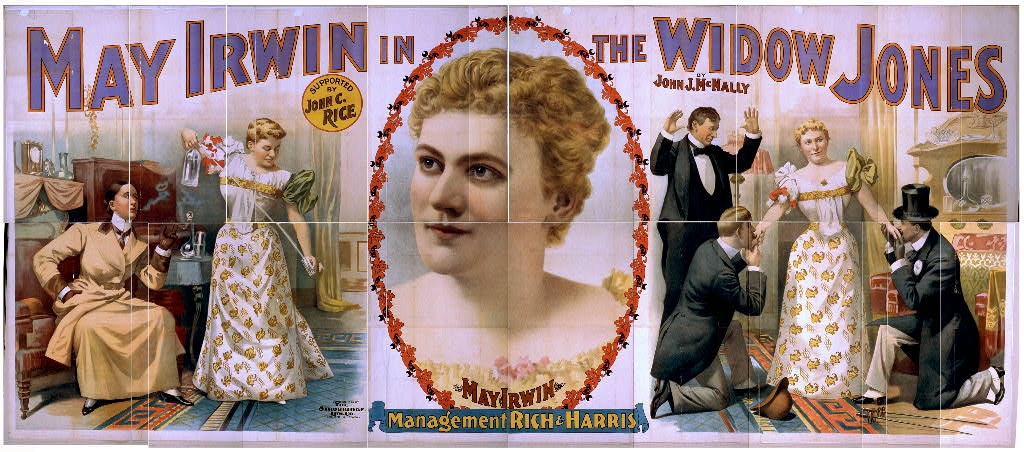
The Widow Jones.

Le Baiser (The Kiss) est un film américain réalisé par William Heise, sorti en 1896.
Il est considéré comme la première représentation d'un baiser au cinéma. Le scandale fut énorme, le film censuré et les ligues de vertu américaines en profitèrent pour imposer une première ébauche de code moral aux réalisateurs et producteurs de films. La Woman's Christian Temperance Union lança une campagne nationale contre le baiser sur la bouche, le jugeant dégradant et antihygiénique.

## Synopsis
Les comédiens reproduisent la fin du 1er acte de la comédie musicale The Widow Jones (La Veuve Jones), écrite par John J. McNally, avec les dernières répliques (visibles sur le mouvement des lèvres mais non sonores) et l'ultime baiser entre la veuve et Billie Bikes.

## Fiche technique
- Titre : Le Baiser
- Titre original : The Kiss
- Titre alternatif : The May Irwin Kiss
- Réalisation : William Heise
- Scénario : John J. McNally
- Pays d'origine : États-Unis
- Format : Noir et blanc - Film muet
- Genre : Romance
- Durée : 47 secondes
- Date de sortie : 1896

## Distribution
- May Irwin : la veuve Jones
- John C. Rice : Billie Bikes

## Commentaire
À la mi-avril 1896, un journaliste ayant eu l'idée de leur faire visiter la Black Maria, le premier studio de cinéma de l'histoire (qui, à cette date, était totalement dépassé et concurrencé par les scènes en extérieur popularisées par Louis Lumière), les deux comédiens principaux de la comédie musicale La Veuve Jones, la veille de la grande première, furent approchés par Thomas Edison qui leur demanda de revenir pour immortaliser la fin du 1er acte et un baiser dont tout un chacun supposait qu'il provoquerait des réactions enthousiastes ou hostiles parmi le public attendu. Ce film fut un succès dans les Kinetoscope Parlors, la meilleure demande de l'année. Sous le titre Anatomie d'un baiser, le Sunday World du 26 avril consacra presque une page entière à la réalisation de ce bobineau de 47 secondes. C'est le premier baiser de l'histoire du cinéma. En dehors de son succès commercial, ce film provoqua des manifestations de puritains. Le scandale résidait dans le fait que le réalisateur William Heise avait filmé le couple de comédiens « à mi-poitrine, donnant une impression de proximité qui semblait à l'époque relever de la pire obscénité. Et les spectateurs avaient découvert que les comédiens, hors de l’effet de scène qui donnait l’illusion qu’ils formaient un jeune couple, accusaient sous la loupe du Kinétoscope leur âge véritable, la quarantaine, un âge limite pour se consacrer à la procréation ! Scandale du désir rien que pour le plaisir ».